# Mimela horsfieldi
Mimela horsfieldi är en skalbaggsart som beskrevs av Hope 1836. Mimela horsfieldi ingår i släktet Mimela och familjen Rutelidae. Inga underarter finns listade i Catalogue of Life.